# Dave Lambert
Dave (David) Lambert (Hounslow Middlesex, 8 maart 1949) is een Brits zanger en gitarist.
In 1966 wordt zijn naam het eerst genoemd, als zanger, gitarist van het plaatselijk bandje Fire. Hij neemt met deze groep twee singles op:
- 1967: Father's name is Dad (met producer Tony Clarke, latere vaste producer van de Moody Blues);
- 1968: Round the gum tree.

Beide singles verschijnen via Decca en slaan niet aan. Decca zegt het vertrouwen in de groep op, die daarop overstapt naar Pye Records.
Voor dit label nemen ze het album The Magic Shoemaker op. Daarbij treedt op banjo Dave Cousins, zijn latere maatje in Strawbs als ondersteunende muzikant op. Ook dat album verkoopt matig en de groep houdt op te bestaan. Dave gaat studiowerk doen en komt in aanraking met een ander toekomstig Strawbslid: Rick Wakeman. Hij schrijft de soundtrack voor de film X,Y and Zee met Michael Caine; en treedt toe tot de band King Earl Boogie Band (album Trouble at T'Mill). Dan wordt hij door Cousins gevraagd toe te treden tot de Strawbs. Gedurende lange tijd is hij vaste gitarist; speelt zelfs mee op de solo-albums van Cousins. Eind jaren 80 worden de Strawbs minder populair en de groep wordt opgeheven, weer opgericht etc. Strawbs kent dan maar één centrale man en dat is Cousins; het lijkt erop dat hij voor elke serie live-optredens en albums kiest uit zijn oude Strawbs-makkers, soms met Lambert en dan weer zonder.
Later werd Dave Lambert skileraar in Niederau ( Wildschönau ) Oostenrijk en trad daar ook nog twee avonden in de week op in Hotel-Bar Vicky.

## Solo-albums
- 2004: Work in Progress
- 2007: Touch the Earth

- Library of Congress Control Number: n92120012
- MusicBrainz: c2c15b26-4953-4910-a3be-2715d8a34486
- Virtual International Authority File: 8078149368813785980001
- WorldCat: E39PBJjhCjxrgBkQ8J3b6TYtrq